# Tresoreria
El terme tresoreria es refereix a l'àrea d'una empresa en la qual es gestionen les accions relacionades amb les operacions de fluxos monetaris.
Inclou, bàsicament, la gestió de la caixa i les diverses gestions bancàries. La comptabilitat registra aquesta execució.
Per exemple, l'àrea de recursos humans realitza el càlcul dels sous a pagar; la tresoreria, per la seva banda, s'encarrega d'assegurar que hi hagi prou diners disponibles per pa agar els sous en la data prevista, i de donar les ordres de pagament; l'àrea de comptabilitat registra després tots aquests moviments.
La tresorerias'encarrega d'administrar els recursos monetaris en la forma més eficient possible, per complir amb els compromisos del negoci, i disposar de suficient efectiu per donar suport als programes de la planificació financera de l'empresa.